# Omerta, City of Gangsters (jeu vidéo)
 (janvier 2015).
Si vous disposez d'ouvrages ou d'articles de référence ou si vous connaissez des sites web de qualité traitant du thème abordé ici, merci de compléter l'article en donnant les références utiles à sa vérifiabilité et en les liant à la section « Notes et références ».
Omerta, City of Gangsters, titre souvent résumé à Omerta, est un jeu de rôle en ligne massivement multijoueur (MMORPG) à base de texte. Le joueur incarne un membre de la mafia aux États-Unis durant la prohibition dans les années 1920. Il augmente son influence et ses capacités en volant des voitures, en libérant d'autres joueurs de prison, en faisant des braquages et en trafiquant de l'alcool et des drogues.

## Histoire
Le 26 septembre 2003 est lancée la version 1.0 du jeu, qui compte en trois mois 3 000 membres actifs, avec de 150 à 500 connexions simultanées. 
En janvier 2004 une version mise à jour 2.0, vient pallier des défauts originels de conception graphique et de vitesse. Dès lors, le jeu compte 3 000 nouvelles inscriptions quotidiennes.
Au milieu de 2004, les concepteurs du jeu, (Moritz Daan, Jonathan van Dijken et Alex de Groot) recrutent dans leur équipe Steve Biddick (dit Brando). 
Le 1er octobre 2004, Omerta devient la société Omerta Game Limited, basée à Hull (Royaume-Uni). Alex de Groot cesse alors toute activité pour Omerta Game Limited et Paul Fargus est intégré dans l'équipe en tant que directeur de la société.
Le 21 juillet 2006 sort la version 2.4, résultant d'un sondage parmi les joueurs quant à une éventuelle remise à zéro. Depuis, le jeu est de temps en temps remis à zéro afin de ramener tous les joueurs au même niveau. La version 2.4 fait peau neuve, incluant de nouvelles fonctionnalités telles que les crimes organisés ou un algorithme évolué des meurtres basé sur la version 2.0 du fait de la forte popularité de celle-ci.

## Rangs
Le jeu présente la hiérarchie des rangs suivante (le sexe choisi par le joueur lors de la création de son personnage modifie l'intitulé des différents rangs) :
- Empty Suit (« costume vide ») : rang de départ, le joueur peut être promu à un rang supérieur en commettant des crimes et en volant des voitures.
- Delivery boy/Delivery girl (livreur) : ce rang achevé donne accès au casino et aux forums.
- Piccioto (« comparse futé »).
- Shoplifter (voleur à l'étalage ) : permet de réaliser des braquages en équipe de deux joueurs et de transmettre des points d'honneur à d'autres joueurs, l'« honneur » étant l'élément indispensable à la reconnaissance de la mafia.
- Pickpocket.
- Thief (voleur) : à partir de ce rang le joueur a la possibilité de fomenter des crimes organisés à quatre, en cambriolant une banque avec trois autres joueurs.
- Associate (associé).
- Mobster (gangster) : permet de se marier (avec quelqu'un du sexe opposé, le jeu se situant dans les années 1920).
- Soldier (« porte-flingue »).
- Swindler (escroc).
- Assassin : permet de prévoir des méga crimes organisés avec sept autres joueurs du même rang ou supérieur. Les méga crimes organisés ressemblent aux crimes organisés à ceci près qu'il s'agit de dérober de l'or à la Banque nationale.
- Local Chief (chef local) : permet au joueur de créer sa propre famille, union des malfrats qui sont prêts à le défendre bec et ongles et capables de dominer les villes du jeu.
- Chief (chef).
- Bruglione (« cerveau », caïd) : le plus haut rang pour un joueur qui n'est pas le « Don » (parrain) de sa famille.
- Godfather/First Lady (« parrain ») : le plus haut rang possible dans le jeu, qui ne peut être atteint qu'en étant 100 % bruglione et propriétaire de la famille. Le parrain ne peut plus être mis en prison.

## Familles
La répartition du pouvoir dans Omerta est basée sur les familles, qui permettent protection et communication. Les familles demandent une souscription afin de pouvoir les rejoindre. Une fois qu'une famille est rejointe, elle exigera du joueur un impôt, généralement de l'ordre de 10 % de ses recettes. Les familles proposent des rangs spéciaux :
- Don : dirigeant de la famille, parrain dans le langage courant. Le minimum requis étant d'être au rang de Local Chief.
- Sottocapo (sous-chef, caporal) : peut promouvoir quelqu'un au titre de capo (chef) et inviter ou renvoyer des membres dans la famille.
- Consigliere (conseiller) : trésorier et conseiller de la famille, assiste en général les trois plus éminents membres (Top 3) de la famille.
- Capo (chef) : propriétaire d'un spot (endroit, secteur) permettant l'hébergement de 24 personnes (capo non compris). Lorsqu'un membre tue un capo de sa propre famille, il le remplace et prend son statut. Dans le jeu, le capo tient un rôle de tuteur des autres joueurs, répondant à toutes leurs questions et aidant les trois plus éminents membres de la famille. Un capo peut savoir dans quelle ville sont ses membres et quand ils se sont connectés pour la dernière fois. Il peut aussi léguer son spot à un des membres de son équipe (dit régime). Habituellement, le capo est un membre de haut rang.
- Membre : appartient à une famille et n'a aucun droit d'expression. Depuis la version 2.2, le membre est le seul capable de posséder les objets spéciaux du jeu (casinos, fabriques de balles, etc). Une personne possédant ce type d'objet est considéré comme supérieur à un membre ordinaire.

Deux fonctions sont invisibles pour les joueurs normaux :
- Successeur : joueur qui hérite de la famille lorsque le parrain meurt. Son rang minimal est celui de Local Chief. Cette personne ne peut faire partie du Top 3 de la famille, ni posséder d'objets spéciaux.
- Hammer : reçoit 1 % des balles achetées par les membres de la famille dans la fabrique de balles locale.

Un local chief possédant 25 000 000 (25 millions) d'Omerta dollars peut créer sa propre famille en achetant un spot sur la carte de la ville, permettant d'accueillir 24 membres supplémentaires. Ensuite il peut acheter un nouveau spot pour 18 750 000 Omerta dollars. Le nombre maximal de spots par famille est de 14 depuis la version 2.2. Ainsi, une famille peut compter jusqu'à 350 membres.
De nombreuses familles sont sous la direction d'un ou plusieurs joueurs qui ne prennent pas forcément un rôle actif dans le jeu lui-même. Ceci leur permet une invulnérabilité à toute épreuve. Ils dirigent la famille depuis une partie cachée, souvent en utilisant un protocole de communication textuel sur Internet (Internet Relay Chat ou IRC).

## Crimes

### Tuer
Une partie importante d'Omerta est la capacité du joueur à assassiner d'autres joueurs. Pour le faire, il faut embaucher des détectives puis descendre la cible avec un certain nombre de balles. Cette fonctionnalité est souvent utilisée et peut permettre la disparition d'une famille en moins de deux minutes, si l'organisation a été bien faite. Cela est appelé une guerre ou une « guerre de famille ». Une guerre de famille peut inclure jusqu'à dix autres clans par le jeu des alliances. Ces guerres peuvent avoir comme origine la mort d'un des membres, un objet volé ou un conflit plus ancien.
La guerre est gagnée par la famille qui supprime son adversaire. Une famille peut-être vaincue lorsque le Don a été supprimé ainsi que son successeur avant qu'un nouveau successeur soit désigné. Une guerre peut prendre plusieurs heures de combat et n'est achevée que lorsque tous les membres de haut rang ont été exterminés afin d'éviter toutes représailles.
Ces guerres sont désormais préparées, permettant le repérage de tous les joueurs adverses, les détectives étant déjà embauchés, les assassinats sont faits sur ordre, parfois avec une tentative d'assassinat préliminaire, pouvant blesser la cible avant sa disparition définitive. Cette préparation peut provoquer la mort de membres de haut rang dès les premières minutes du conflit lorsque les attaques sont faites au même moment, rendant la famille fortement vulnérable.
Les guerres entre grandes familles demandent une excellente coordination, c'est pourquoi elles utilisent des « kill-bot (robots-tueurs) sur IRC ». Ceux-ci ont une page web où toutes les cibles sont répertoriées et les membres peuvent contrôler les informations sur un canal IRC spécial pour la guerre. Des commandes permettent d'assigner des joueurs, de leur ordonner des actions et de donner des informations sur leur état.

### Hold-up sur la route 66
Cette fonction permet d'inviter un autre joueur en ligne à perpétrer un hold-up sur la route 66. Les résultats sont variables, parfois risques de blessures, ou très bénéfiques en termes d'argent ou de drogue. Une multitude de scénarios sont possibles.

## Versions d'Omerta: City of Gangsters
- 1.0 en septembre 2003
- 2.0 en janvier 2004
- 2.1 en juillet 2004
- 2.2 en juillet 2005
- 2.3 en décembre 2005
- 2.4 en juillet 2006
- 2.5 en novembre 2006
- 3.0 en juillet 2009
- 3.1 en octobre 2010
- 3.3 en février 2012
- 4.0 en mars 2013

## Omerta
- International Omerta
- Dutch Omerta
- Portuguese Omerta
- Turkish Omerta
- Omerta Deathmatch
- Omerta Wiki